# Luke Snyder
Luke Snyder (geboren als Luciano Eduardo Grimaldi) is een personage uit de Amerikaanse soap As the World Turns. Luke Snyder werd in 1995 geboren. Zijn moeder is Lily Walsh en zijn vader is Damian Grimaldi (maar hij is geadopteerd en opgevoed door Holden Snyder). Luke is in totaal 3 keer versneld ouder gemaakt sinds zijn geboorte. In 2001 naar 9 jaar toen Christopher Tavani de rol over nam, in 2005 naar 15 jaar toen Jake Weary de rol over nam en nog een keer in december 2005 naar 16 of 17 jaar toen de huidige acteur, Van Hansis, de rol overnam.

## Personagegeschiedenis
Zijn geboorte was al gelijk een mysterie. Zijn moeder, Lily Walsh, wist niet zeker wie de vader was: haar toenmalige man Damian Grimaldi of haar ware liefde, Holden Snyder. Uiteindelijk bleek Damian de vader te zijn en Lily ging weer terug naar hem. Damian stierf echter niet lang daarna. Maar bleek later toch weer te leven. Damian vertelde haar dat ze het beste met Holden kon trouwen. Iedereen was echter verrast toen Damian weer terugkwam om de jonge Luke te ontvoeren. Damians plan werkte bijna, alleen had Holden hem door. Hij probeerde Luke, die hij als zijn eigen zoon ziet, te redden. Er was een explosie en iedereen dacht dat Luke en Holden dood waren, maar Lily vond ze in gevangenschap bij Damians broer Dante in Malta. Toen ze allemaal weer veilig thuis waren, werd Luke officieel door Holden geadopteerd.
Alles ging goed, totdat Luke een tiener werd. Holden begon een relatie met een andere vrouw: Julia Larrabee. Holden wilde scheiden van Lily om met Julia te zijn, maar Luke kon het absoluut niet laten gebeuren. Hij wilde Julia confronteren, maar toen er niemand in haar appartement was, gooide hij de boel overhoop. Tijdens een vijandige confrontatie duwde Lily Julia waardoor Julia haar hoofd stootte. In paniek verliet Lily het appartement. Op dat moment was Julia nog in leven. Toen Lily later terugkwam, was Julia echter al dood.
Luke bekende dat hij Julia vermoord had. Hij dacht namelijk dat zijn moeder het gedaan had en wilde haar zo beschermen. Maar Lily bekende zelf om Luke te beschermen. Later werd bekend dat Julia's ex-man Les Sweeney de echte dader was. Holden en Lily waren nog steeds niet bij elkaar, en Lily begon een relatie met Julia's broer Keith Morrissey. Zoals met Julia, accepteerde Luke de relatie tussen Keith en zijn moeder niet. Om zichzelf beter te voelen, begon Luke te drinken. In een dronken bui, viel Luke in slaap in Keiths vliegtuig. Het vliegtuig vloog naar Mexico en niet veel later gingen Lily en Holden ook naar Mexico om hun zoon te vinden. Ze vonden hem, maar in Mexico had Luke een nierinfectie opgelopen. Hij had een donor nodig.
Keith wist waar hij een nier voor Luke kon vinden. Die wilde hij geven onder één voorwaarde: Lily moest met hem trouwen. Lily (die steeds minder gevoelens voor Keith had nu ze erachter gekomen was dat Keith illegaal menselijke organen vervoerde) accepteerde deze voorwaarde om het leven van haar zoon te redden. Luke begreep niet waarom z'n moeder terug naar Keith ging. Toen hij erachter kwam, zocht hij Keith op met een mes zodat Keith zijn nier er persoonlijk uit kon snijden. Keith besefte dat hij geen liefdeloos huwelijk wilde en verliet Oakdale. Omdat Holden en Lily nog maar een handtekening verwijderd waren van een scheiding, besloten ze hun huwelijksbeloften te hernieuwen. Luke was erg blij dat zijn ouders weer bij elkaar waren. 
Bezorgd om zijn nieuwe nier, besloten Holden en Lily dat Lukes beste vriend Kevin Davis een slechte invloed op hun zoon had. Ze verboden Luke om met hem om te gaan. Op een avond, toen hij het huis uit glipte om Kevin te zien, reed Luke een jonge vrouw aan met zijn auto. De jonge vrouw bleek Jade Taylor te zijn, de dochter van Lily's tweelingzus Rose D'Angelo.
Holden, Lily en Lucinda Walsh (Lily's moeder) geloofden Jade niet meteen, maar Luke werd snel vrienden met haar. Nadat Jade zag hoe wanhopig Luke was om Kevin te zien, vertelde hij haar zijn diepste geheim: hij was homo en verliefd op Kevin. Jade beloofde Luke te beschermen tegen Holden, die al vermoedens had over Lukes geaardheid. Jade bleek later gelogen te hebben over het feit dat ze Rose' dochter was. Luke, onzeker over wat te doen, volgde Jade in haar plannetje om bij de Snyders te blijven. Jade bedacht dat de enige manier om dat te doen was om te doen alsof Luke en zij verliefd waren. Luke, die bedacht dat dit ook Holdens verdenkingen weg zou nemen, ging mee in het plan. Jade vertelde Luke dat als hij ooit de waarheid vertelde, dat ze geen stelletje waren, zij Lily en Holden zou vertellen dat hij homo was.
Luke vertelde Kevin dat hij en Jade samen waren, waarop Kevin Luke vertelde dat hij ook een vriendinnetje had en dat hij niet meer met Luke wilde omgaan. Een verdrietige Luke vertelde dit aan Jade, die daarop Luke begon te zoenen om hem ervan te overtuigen dat hij niet homo was. Luke duwde haar weg, iets wat Holden zag gebeuren. Luke wilde dat moment gebruiken om uit de kast te komen, maar een medisch noodgeval met Lily zorgde ervoor dat hij de kans niet kreeg. De stress die Jades aanwezigheid voor zijn ouders veroorzaakte en het constante gekibbel tussen Luke en Jade, zorgden ervoor dat Luke zijn problemen deelde met zijn beste vriend. Hij vertelde Will Munson dat hij homo was. Will accepteerde Luke meteen en adviseerdehem om eerlijk te zijn en zijn ouders de waarheid te vertellen.
Toen Luke eindelijk zijn ouders vertelde dat hij homo was, was hij verrast door hun reacties. Holden accepteerde het meteen, terwijl Lily juist degene was die problemen had met het feit dat haar zoon homoseksueel is. Later was Luke echter nog meer verrast toen zijn biologische vader Damian Grimaldi, een man die nooit echt een deel van zijn leven was geweest, terugkeerde naar Oakdale.
Damian vertelde Lily dat hij Lukes "probleem" kon oplossen door hem naar een zomer kamp te sturen. Lily vond het een goed idee, maar wist niet wat voor een kamp het eigenlijk was. Het kamp beweerde namelijk dat het de geaardheid kon 'repareren'. Luke was nog steeds boos op Lily om haar reactie op zijn coming out. Lily liet Luke alleen met de kampleider. In het gesprek met de kampleider, kwam Luke erachter wat voor een kamp het precies was. Hij deed net alsof hij mee wilde en ging naar boven om zijn spullen te pakken. Daar belde hij Holden dat hij zo snel mogelijk naar huis moest komen. Lily kwam er op het laatste moment achter dat Damian gelogen had, en had er enorme spijt van dat zij Luke aangemoedigd had om naar het kamp te gaan. Ze ging snel naar huis om het goed te maken met Luke. Luke, nog steeds erg boos en in de veronderstelling dat het Lily's idee was om hem naar het kamp te sturen, duwde zijn zwangere moeder van hem af. Hierdoor viel Lily naar beneden van de trap en raakte in een coma.
In het ziekenhuis, vroeg Holden wat er gebeurd moet zijn waardoor Luke zijn moeder van de trap af duwde. Luke vertelde Holden dat het een ongeluk was en vertelde hem over het kamp waar Lily hem naartoe wilde sturen. Holden weigerde te geloven dat Lily hem naar zo'n plek zou sturen, waardoor hun vader/zoon relatie erg koel werd. Damian gaf Luke echter wel zijn steun en bood hem aan om bij hem in te trekken. Maar toen de comateuze Lily beviel van een zoon, besloot Luke dat hij het goed moest maken met Holden.
Holden en Luke praatten over het feit dat Luke bij Damian wilde intrekken. Luke praatte tegen zijn bewusteloze moeder over zijn plannen, hopend dat ze wakker zou worden. Luke ging later naar huis met Holden en de baby. Ze kregen echter ruzie en luke verliet het huis weer. Een week later zat Luke weer met een dilemma. Hij was erachter gekomen dat Damian terminaal ziek was. Hij kon dus met hem meegaan naar Malta of bij zijn familie in Oakdale te blijven. Holden vertelde Luke dat hij Damian ervan verdacht te liegen over zijn ziekte. Dit zorgde ervoor dat Luke Holden zijn rug toekeerde.
Luke kwam eindelijk achter de waarheid op een ongewone manier. Jack en Holden hadden een confrontatie met Damian en zijn partner in crime op het vliegveld. Luke was erg kwaad op Damian en gaf hem uiteindelijk wat hij wilde: zijn erfenis. Luke kwam erachter dat het Damian was die hem naar het kamp wilde sturen om hem hetero te maken. Luke kreeg de kans om aangifte te doen, maar besloot dat niet te doen. Hij liet Damian gaan, omdat hij alleen maar wilde dat de nachtmerrie voorbij zou zijn. Damian betekende niets meer voor hem. Holden was zijn "echte" vader.
Niet lang daarna ging Luke samen met een hoop vrienden naar Raven Lake. De tieners wisten echter niet dat de Oakdale Slasher (een serie moordenaar die het gemunt had op High School tieners) actief was. In Raven Lake vertelde Luke Kevin eindelijk dat hij homo was. Maar Kevins reactie was niet de reactie waar Luke op gehoopt had (Kevin schold hem voor verschillende dingen uit, het minst kwetsende was 'leugenaar'). Kevin viel in het water, waardoor Luke er ook in sprong om hem te redden. Hij gaf hem zelfs mond-op-mond beademing. In het ziekenhuis bood Kevin zijn excuses aan voor de manier waarop hij zich gedragen had. Hij bedankte Luke voor het redden van zijn leven.
Lukes leven werd daarna een stuk rustiger. Zijn vrienden accepteerden zijn geaardheid, maar nog belangrijker, Lily ontwaakte uit haar coma. Lily vertelde Luke dat ze hem niet verantwoordelijk hield voor haar val. Ze begreep waarom hij zo boos op haar was. Ze had alleen maar moeite om het te accepteren omdat ze bang was voor de vooroordelen en discriminatie die wellicht op zijn pad kwamen. Maar daar in het ziekenhuis vertelde ze haar zoon dat ze hem accepteert. De hele familie was gechoqueerd toen uit Lily's zoektocht naar Rose' echte dochter bleek dat Jade toch wel Rose' dochter was. De Snyders lieten Jade weer bij hen in huis wonen. Luke en Jade werden weer vrienden. 
Luke begon te werken bij WOAK, samen met zijn vriendin Maddie Coleman. Omdat Luke geen date had en Maddies vriend in de gevangenis zat, besloten ze samen naar het schoolbal te gaan. Niet veel later kregen ze er bij WOAK een nieuwe collega bij: Noah Mayer. Eerst vond Luke Noah niet echt aardig, maar later begon hij gevoelens voor hem te krijgen. Hij vertelde Jade dat het weer gebeurd was: hij had weer gevoelens voor een heteroseksuele jongen. Om zijn gevoelens een plek te geven, schrijft hij een verhaal voor het WOAK zomer project: Invisible Girl. Noah en Maddie weten niet dat Luke over zijn eigen gevoelens schrijft. Luke betrapt Maddie en Noah in bed samen wat hem heel ongemakkelijk maakt. Als Noah later vraagt of Luke zo reageerde omdat hij iets voor Maddie voelt, vertelt Luke Noah dat dat niet zo is omdat hij homo is. Noah zegt daar geen problemen mee te hebben. Noah en Maddie groeien dichter naar elkaar toe, waardoor Luke de twee steeds ontwijkt. Als Noah hem daarmee uiteindelijk confronteert, vertelt Luke hem dat hij hen ontwijkt omdat hij gevoelens heeft voor hem. Noah verzekert Luke ervan dat hij geen homo is, maar wil toch nog steeds vrienden blijven. 
Later besluiten Luke, Noah en Maddie te gaan zwemmen in de Snyder Pond. Maddie kan op het laatste moment echter niet, waardoor de twee jongens met z'n tweeën gaan zwemmen. Na het zwemmen begint Noah een handdoekengevecht. Noah verliest echter zijn evenwicht en belandt in de armen van Luke. Maddie keert terug en Noah stapt snel achteruit, weg van Luke. Als Maddie vraagt of Luke meegaat een pizza eten, roept Noah snel "nee". Iets wat Luke aan het denken zet. Noah vraagt vervolgens of Maddie in Oakdale blijft om samen met hem naar de Oakdale University te gaan. Maddie vertelt hem later in het bijzijn van Luke, dat ze haar plannen gewijzigd heeft en in Oakdale blijft. Luke kan niet geloven dat ze voor Noah haar dromen opgeeft. Noah vraagt Luke later wat hij gezegd heeft waardoor Maddie zo verdrietig is. Luke vraagt Noah wanneer hij Maddie gevraagd heeft haar plannen te wijzigen. Als blijkt dat dat was na het zwemmen, vraagt Luke verder. Noah zegt als reactie dat er niets is gebeurd en dat hij geen homo is. Luke vertrouwt later zijn broer Aaron Snyder toe dat hij denkt dat Noah nog niet uitkomt voor zijn geaardheid.
De volgende dag verschijnt Noahs vader bij WOAK. Hij wil dat Noah bij het leger gaat "om een man te worden". Als Noah later Maddie aan hem voorstelt als zijn vriendin, is zijn vader opeens een stuk vrolijker en nodigt de twee uit voor lunch. Noah moet echter wel een das dragen. Later zoekt Luke Noah op om zijn excuses aan te bieden voor zijn gedrag de vorige dag. Hij heeft lunch meegenomen voor Noah en Maddie. Dan beseft Noah dat hij de tijd vergeten is. Hij wordt erg nerveus en Luke vertelt hem om te ontspannen. Luke haalt bij de kleding afdeling een das. Omdat Noah nog steeds erg nerveus is, biedt Luke aan om de das bij Noah om te doen. Dit intieme moment zorgt ervoor dat Noah sprakeloos is. Als Luke vraagt of er iets is, antwoordt Noah dat er niets is waarop Noah Luke begint te zoenen.
Hun zoen wordt onderbroken door Noahs telefoon. Het is zijn vader die wil weten waarom hij zo laat is. Luke wil echter praten over wat er zojuist gebeurd is. Noah raakt in paniek en zegt dat het allemaal een grap was en vertrekt snel naar het Lakeview voor de lunchafspraak. Niet lang daarna vraagt hij Maddie om samen te gaan wonen. Noahs vader is enthousiast en wil helpen met de betaling van de huur. Als Noah later terugkomt bij WOAK, zegt Luke dat hij genoeg heeft van de spelletjes die Noah speelt. Noah vertelt hem echter dat hij Luke zoende omdat hij het wilde, en niet omdat het een grap was. Luke vertelt Noah dat hij weet hoe moeilijk dit was voor Noah, maar Noah vertelt hem dat het nooit meer opnieuw zal gebeuren. Hij vertelt Luke dat het voor Luke niet verkeerd is, maar voor hem wel. Hij is tot deze conclusie gekomen doordat z'n vader eindelijk trots op hem is nu hij met Maddie is.
Luke maakt zich vooral zorgen om Maddie. Hij kan het niet aanzien dat Noah tegen haar liegt. Maar hij vindt ook dat het niet zijn taak is om Noah te outen. Dus probeert hij Noah over te halen het goede te doen: Uit de kast komen en Maddie de waarheid vertellen. Tijdens een verhitte discussie eindigen ze heel close waardoor ze bijna weer zoenen. Ze worden echter onderbroken door Maddie die nu wel eens wil weten wat er aan de hand is. Hun smoesje over Invisible Girl gelooft ze namelijk niet meer.
Enkele weken later ontdekt ze dat Col. Mayer haar heeft nagetrokken en alles over haar lijkt te weten. Maddie voelt zich erg ongemakkelijk en vraagt Henry om hulp. Uit een gesprek die haar broer heeft met de Colonel, vraagt hij zich iets af. Henry vertelt Maddie dat de Colonel het niet zo op Luke heeft, en dat Noah vroeger met "verkeerde mensen" om ging. Henry denkt dat Col. Mayer denkt dat er iets is tussen Noah en Luke. Maddie wimpelt zijn theorie boos weg en zegt dat Noah hetero is. Bij WOAK twijfelt ze toch en vraagt Luke hiernaar. Luke vertelt haar dat hij haar vraag niet kan beantwoorden. Maddie antwoordt dat hij met die woorden haar vraag toch beantwoord heeft en ze realiseert zich dat Noah en Luke iets hebben samen. Ze stormt verbaasd weg om Noah te zoeken en een verklaring te krijgen.
Als Noah later Maddie opzoekt, is hij heel verbaasd dat ze opeens heel afstandelijk is. Uiteindelijk geeft hij toe dat hij gevoelens voor Luke heeft. Maddie vertelt hem dat het niet verkeerd is dat hij homo is en gevoelens voor Luke heeft, maar dat de manier waarop hij haar behandeld heeft wel verkeerd was. Als Noah zijn vader verteld dat hij en Maddie niet meer bij elkaar zijn, wordt hij kwaad. Winston waarschuwt Luke: hij moet uit de buurt van zijn zoon blijven. Later zoekt Luke Maddie op in Als Diner. Ze is nog erg boos en begrijpt eerst niet waarom hij haar niks verteld heeft. Hij zegt haar dat het niet zijn taak was. Dat hij het heel erg vond om haar te kwetsen maar dat hij niet wist hoe hij haar niet kon kwetsen. De twee blijven vrienden en zijn het eens dat het voor Noah het allermoeilijkste is. Later bedankt Noah Luke, want door hem wil Maddie nog steeds bevriend blijven met Noah. Nu moet hij alleen nog een manier vinden om zijn vader de waarheid te vertellen.
Als Winston ziet hoe Noah en Maddie elkaar omhelzen, trekt hij de conclusie dat de twee weer samen zijn. Tot zijn verbazing, speelt Maddie het spelletje mee. Later zoekt Noah Luke op bij WOAK en begint hem te zoenen. Alleen komt dan Noahs vader binnen. Totaal in shock. Hij vertelt hem dat Noah zijn zoon niet meer is en vertrekt. Luke vertelt Noah dat het verkeerd was dat hij Noah zoende. Noah vertelt hem echter dat Luke het beste is wat hem in lange tijd is overgekomen. Noah zoekt Winston op in het Lakeview en komt officieel uit de kast. Winston heeft het er erg moeilijk mee maar geeft uiteindelijk toe dat hij Noah niet wil verliezen. Noah is daar erg blij mee en vertelt Luke later dat hij hem ook niet wil verliezen.
Winston wil zijn excuses aanbieden aan Luke en Lily voor wat hij tegen hen gezegd had. Winston en Noah komen naar de boerderij. Holden nodigt ze daar uit om te blijven eten. Aangezien Lily met Natalie op reis is, biedt hij alleen Luke zijn excuses aan. Als Luke en Noah even alleen in de keuken zijn, kan Noah zijn handen niet van Luke af houden. Luke is wat terughoudend omdat hij Winston niet te veel wil choqueren. Winston nodigt Luke en Noah later uit om mee te gaan vissen. Noah is erg verbaasd maar is erg blij dat zijn vader de relatie van hem en Luke accepteert. 
Het vistripje neemt echter een heel andere wending. Als Noah iets uit de auto haalt en Luke brandhout aan het verzamelen is, neemt Winston Luke onder schot. Luke probeert Winston tegen te houden maar wordt van een heuvel afgeduwd. Ondertussen had Dusty Winton aangewezen als zijn aanvaller en de moordenaar van Cheri Love (Toen Winston daarachter kwam, sloot Winston hem op in een kofferbak en schoot hem neer). Omdat ze beseften dat hun zoon met een moordenaar aan het vissen was, haastten Lily en Holden zich naar het meer. Daar vocht Holden met Winston, maar die wist weg te komen. Noah is in shock door wat zijn vader gedaan heeft.
Holden geeft Lily de schuld van de aanval van Winston, omdat zij wist dat Dusty Winston verdacht. In het ziekenhuis sluipt Winston de kamer van Luke binnen om hem alsnog te vermoorden. Lily komt op tijd binnen en met hulp van Dusty weten ze hem over te dragen aan de politie. Ondertussen vertelt Margo Noah op het bureau dat zijn vader de moordenaar is van Charlene Wilson (Cheri Love), zijn moeder. Noah is er getuige van dat Winston de cel wordt ingebracht. Noah voelt zich schuldig om wat er met Luke gebeurd is, maar Dusty haalt Noah over om naar het ziekenhuis te gaan. Daar hoort Luke net dat hij verlamd is en misschien nooit meer zal kunnen lopen. Noah gaat weer in paniek weg en grijpt naar de drank. Ondertussen is Luke erg verdrietig omdat hij niet snapt waarom Noah hem niet komt opzoeken. Ook is hij erg verdrietig dat zijn ouders steeds ruzie maken.
Maddie vindt Noah uiteindelijk in Old Town en vertelt hem dat hij of naar Luke gaat of met haar mee gaat, maar dat hij niet hier kan blijven zitten. Hij gaat met Maddie mee. Noah, onder invloed van alcohol, begint Maddie te zoenen. Zij trekt zich terug en zegt dat dit niet kan. Noah vertrekt uiteindelijk. Hij wil Oakdale verlaten. Dusty vindt hem echter en haalt hem over om naar Luke te gaan. Luke is erg blij om Noah eindelijk te zien. Luke laat Noah weten dat zijn aandoening misschien permanent is en zegt vervolgens op een sarcastische manier dat Noah wel blij zal zijn met een vriendje in een rolstoel. Noah vraagt vervolgens of dat is wat Luke wil, en of hij wil dat Noah zijn vriendje is. Luke zegt dat hij dat fantastisch zou vinden.
Als Luke thuis is, komt Noah hem opzoeken. Ook Maddie komt langs om afscheid te nemen. Ze verlaat Oakdale. Wel vertelt ze Noah nog dat Luke iemand verdient die helemaal voor hem gaat en ze betwijfelt of Noah die persoon is. Daardoor vertelt Noah Luke over de zoen met Maddie. Luke schrikt hiervan, maar ze beseft wat Noah allemaal heeft doorstaan en vergeeft hem uiteindelijk.
Luke wordt echter depressief doordat hij in een rolstoel is. Hij wil niet dat hij andermans hulp nodig heeft en stuurt Noah weg. Lily haalt hem over dat je als je van iemand houdt je graag dingen voor die persoon wil doen, maar dat je ook de hulp van die persoon aanneemt. Daardoor zoekt Luke Noah op in Old Town. Als hij vanuit zijn rolstoel in een andere stoel wil gaan zitten, valt Luke op de grond. Hij snauwt tegen Noah en vertelt Lily dat hij meteen weer naar huis wil gaan. Luke raakt meer depressief en wil niet verdergaan met zijn therapie. Holden en Lily beseffen dat Luke Noah nodig heeft en dus zoeken ze Noah op. Ze brengen Noah naar de boerderij en daar praten Luke en Noah. Daar vertelt Noah Luke hoeveel hij om hem geeft en dat hij hem nodig heeft. Dit maakt Luke vrolijker en hij probeert op te staan uit zijn rolstoel. Holden en Lily zijn erg blij om te horen dat Luke toch verdergaat met zijn therapie.

## Familie en relaties

### Ouders
- Damian Grimaldi (biologische vader)
- Lily Walsh Snyder (moeder)
- Holden Snyder (adoptievader)

### Broers en zussen
- Abigail "Abby" Williams
- Aaron Snyder
- Faith Snyder
- Natalie Snyder
- Ethan Snyder

### Huwelijken
- Geen

### Kinderen
- Geen

### Andere familieleden
- Naamloze man (biologische grootvader, overleden)
- Orlena Grimaldi (biologische grootmoeder, overleden)
- Josh Stricklyn (biologische grootvader)
- Iva Snyder (biologische grootmoeder)
- Lucinda Walsh (grootmoeder)
- Emma Snyder (grootmoeder)
- Rose D'Angelo (tante, overleden)
- Matthew John "M.J." Dixon (oom)
- Sierra Esteban (tante)
- Bianca Walsh (tante)
- Meg Snyder (tante)
- Seth Snyder (oom)
- Caleb Snyder (oom)
- Ellie Snyder (tante)
- Jade Taylor (nicht)
- Bryant Montgomery (neef, overleden)
- Lucy Montgomery (nicht)

### Relaties
- Jade Taylor (deden alsof om Lukes geaardheid geheim te houden)
- Kevin Davis (verliefdheid)
- Noah Mayer (partner/vriend)

+ Dr. Reid Oliver (voormalig partner, overleden)